# Драгослав Ђорђевић Гоша
Драгослав Ђорђевић Гоша (Баничина, код Смедеревске Паланке, 6. август 1919 — Берн, 25. септембар 1949) био је учесник Народноослободилачке борбе, друштвено-политички радник ФНР Југославије и народни херој Југославије.

## Биографија
Рођен је 6. августа 1919. године у селу Баничини, код Смедеревске Паланке. Кад је имао шест година умрла му је мајка, а отац Милан се поново оженио и напустио децу. Драгослав и његов брат су одрасли са баком. Основну школу је завршио у родном селу, а три разреда гимназије у Смедеревској Паланци. Пошто није имао средстава за даље издржавање, отишао је у Крагујевац и уписао се у Занатску школу Војно-техничког завода. Током школовања у Крагујевцу дошао је у додир са радничким покретом.
Јуна 1937. године, пред завршетак четвртог разреда Занатске школе, Гоша је ухапшен и после два месеца проведена у затвору протеран из Крагујевца. Одлази у Смедеревску Паланку, а одатле у Београд, где се запослио у фабрици „Гођевац“. Истовремено са радом у фабрици завршио је четврти разред гимназије, а убрзо после тога отишао је на одслужење војног рока.
Напад Трећег рајха на Краљевину Југославије затекао га је у Штабу Пете армије. После капитулације, избегао је заробљавање и вратио се у Смедеревску Паланку. Активно је учествовао у припремама устанка. Маја 1941. године постао је члан Комунистичке партије Југославије (КПЈ).
Приликом формирања Другог шумадијског партизанског одреда, јула 1941. године, Гоша је постављен за политичког комесара Паланачке чете, а убрзо постаје заменик политичког комесара Одреда. Учествовао је у свим борбама, које је Одред водио током 1941. године у Шумадији.
После Прве непријатељске офанзиве, повлачи се са партизанским снагама у Санџак. Приликом формирања Друге пролетерске ударне бригаде, 1. марта 1942. године у Чајничу, Гоша је постављен за заменика политичког комесара Другог шумадијског батаљона.
После ослобођења Јајца, крајем 1942. године, упућен је на Банију и постављен за руководиоца Политодјела Седме банијске ударне бригаде. У мају 1943. године завршио је партијски курс при Централном комитету КПЈ, а после тога постављен прво за руководиоца Политодјела у Трећој пролетерској санџачкој ударној бригади, а касније за заменика политичког комесара Друге пролетерске бригаде. Извесно време је био политички комесар 22. српске дивизије.
Од јануара 1945. године био је секретар Окружног комитета КПЈ за Пожаревац. Био је члан Централног комитета Комунистичке партије Србије, а од 1948. године и члан Ревизионе комисије при ЦК КПЈ. Биран је за народног посланика.
Умро је после дуге и тешке болести, 25. септембра 1949. године, у Берну. Сахрањен је у Алеји народних хероја на Новом гробљу у Београду. Фабрика шинских возила „Гоша“ из Смедеревске Паланке носи његово име.
Носилац је Партизанске споменице 1941. и других југословенских одликовања. Орденом заслуга за народ првог реда одликован је 6. јула 1945, а Указом председника ФНРЈ Јосипа Броза Тита 25. новембра 1953. проглашен је за народног хероја.

## Галерија
- Гроб Драгослава Ђорђевића Гоше у Алеји народних хероја на Новом гробљу
- Орден народног хероја